# Reichenbach (Callenberg)
Reichenbach ist ein Ortsteil der Gemeinde Callenberg im Landkreis Zwickau (Freistaat Sachsen). Er wurde am 1. März 1994 nach Callenberg eingemeindet.

## Geografie

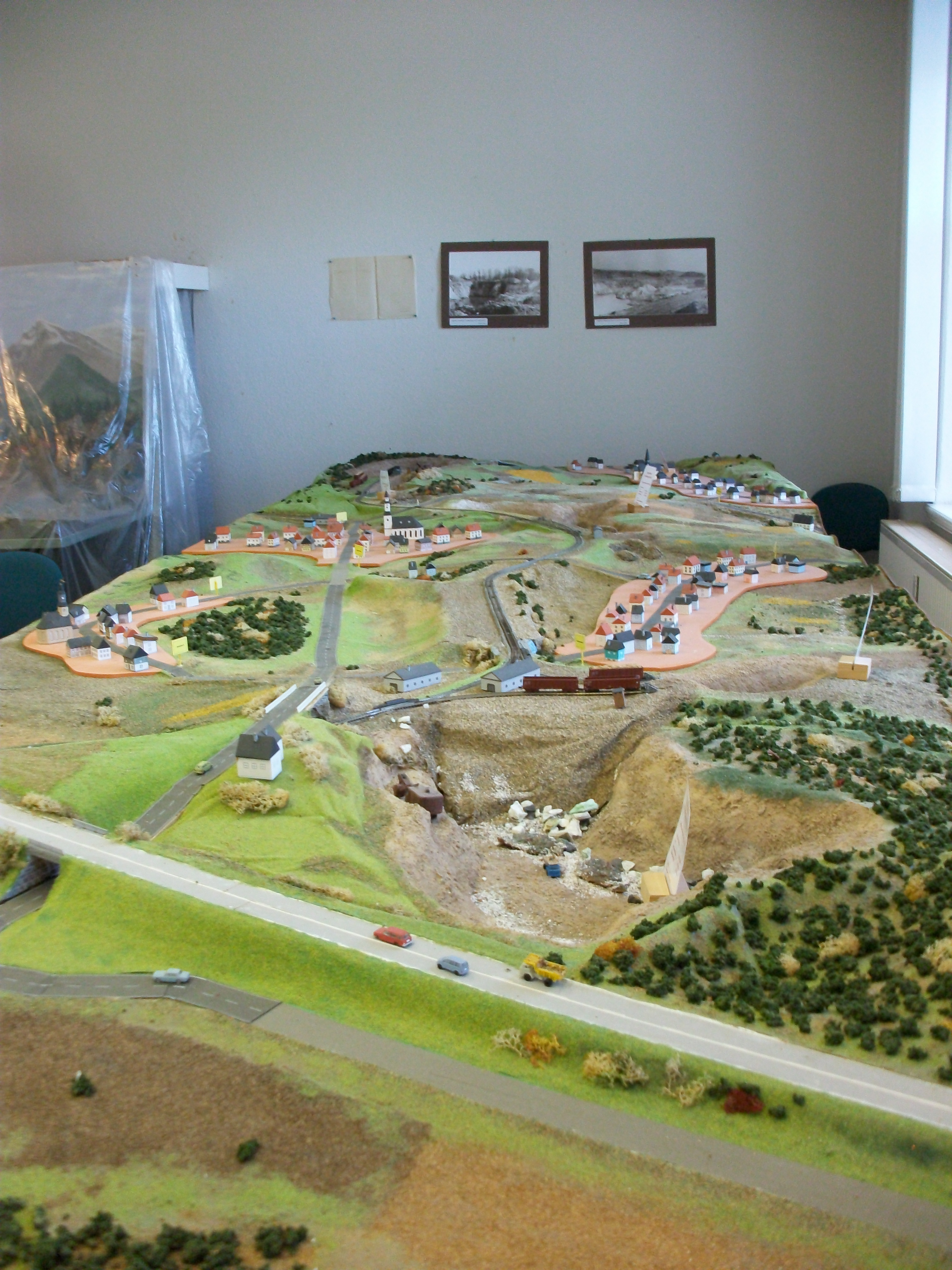
Modell der Nickelerzlagerstätten auf dem Gebiet der Gemeinde Callenberg

### Geografische Lage und Verkehr
Reichenbach liegt im Südwesten der Gemeinde Callenberg am Erlbach, einem Zufluss der Zwickauer Mulde. Der Ort liegt nördlich des Stausees Oberwald, welcher aus dem stillgelegten Nickeltagebau „Callenberg Süd I“ entstand. Dieser ehemalige Tagebau war an die heute stillgelegte und abgebaute Strecke der Industriebahn der Nickelhütte St. Egidien angebunden, deren Betriebsbahnhof sich in Obercallenberg befand. Im weiteren Verlauf führte die bis heute am Bahndamm erkennbare Trasse durch den südlichen Teil von Reichenbach. Westlich des Orts verläuft die Bundesstraße 180, die sich südlich von Reichenbach mit der Bundesautobahn 4 in der Anschlussstelle „Hohenstein-Ernstthal“ kreuzt.

### Nachbarorte
| Callenberg |                                             | Langenchursdorf       |
| Grumbach   | Kompassrose, die auf Nachbargemeinden zeigt | Falken                |
|            | Obercallenberg                              | Waldenburger Oberwald |

## Geschichte

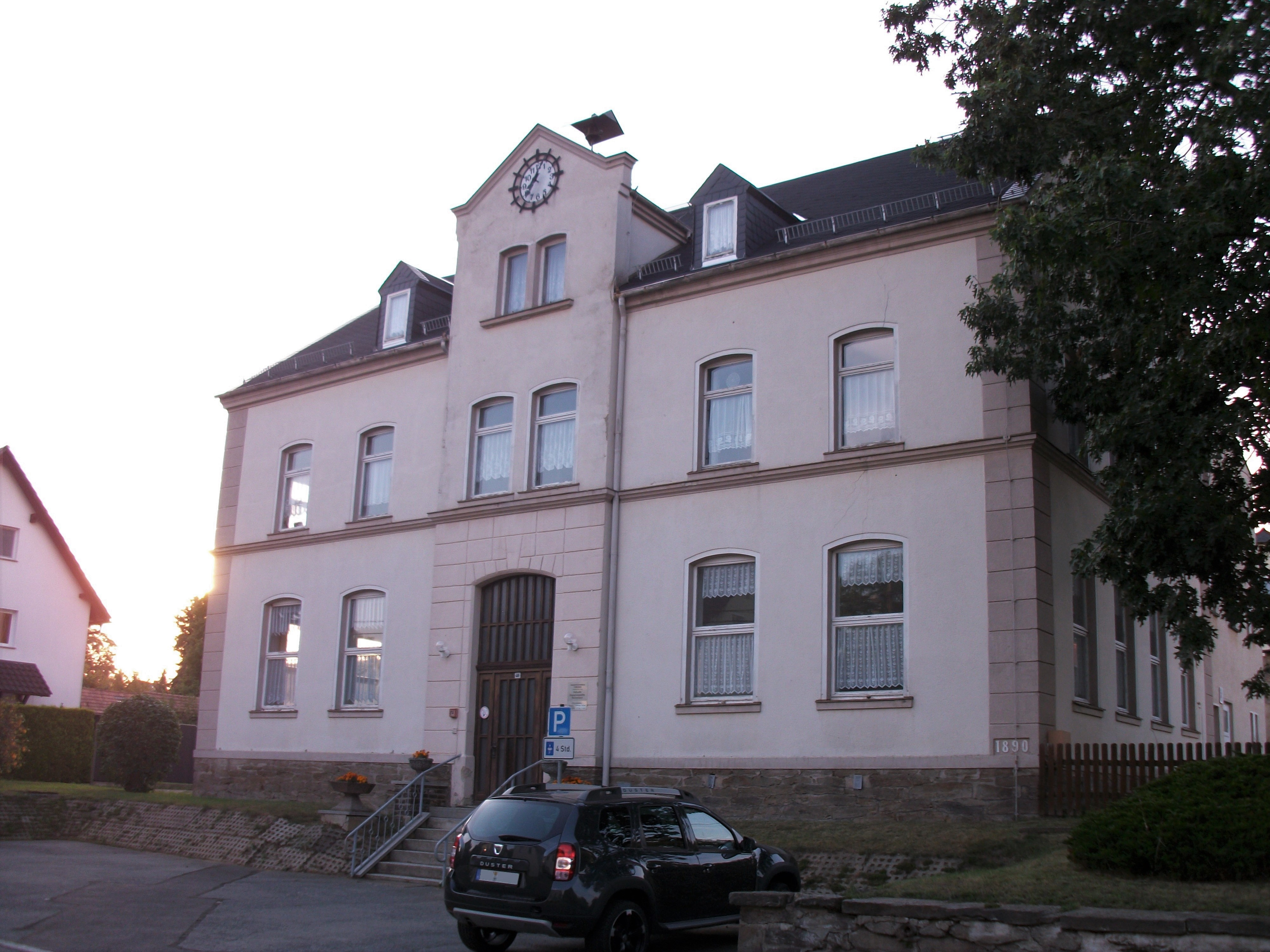
Kulturelle Begegnungsstätte Reichenbach, früher Schule, danach Rathaus

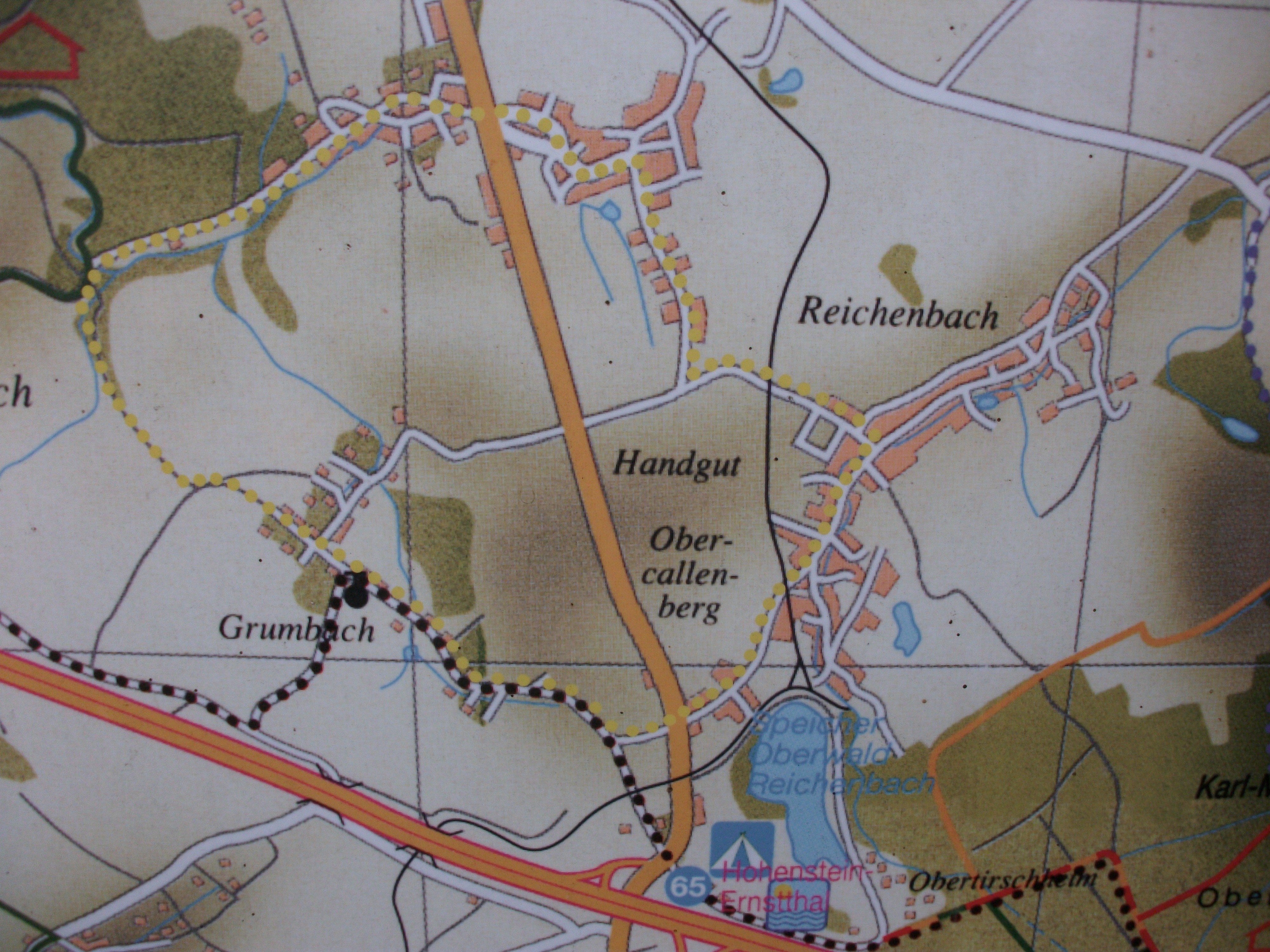
Kartenausschnitt von Reichenbach mit der Trasse der Erzbahn

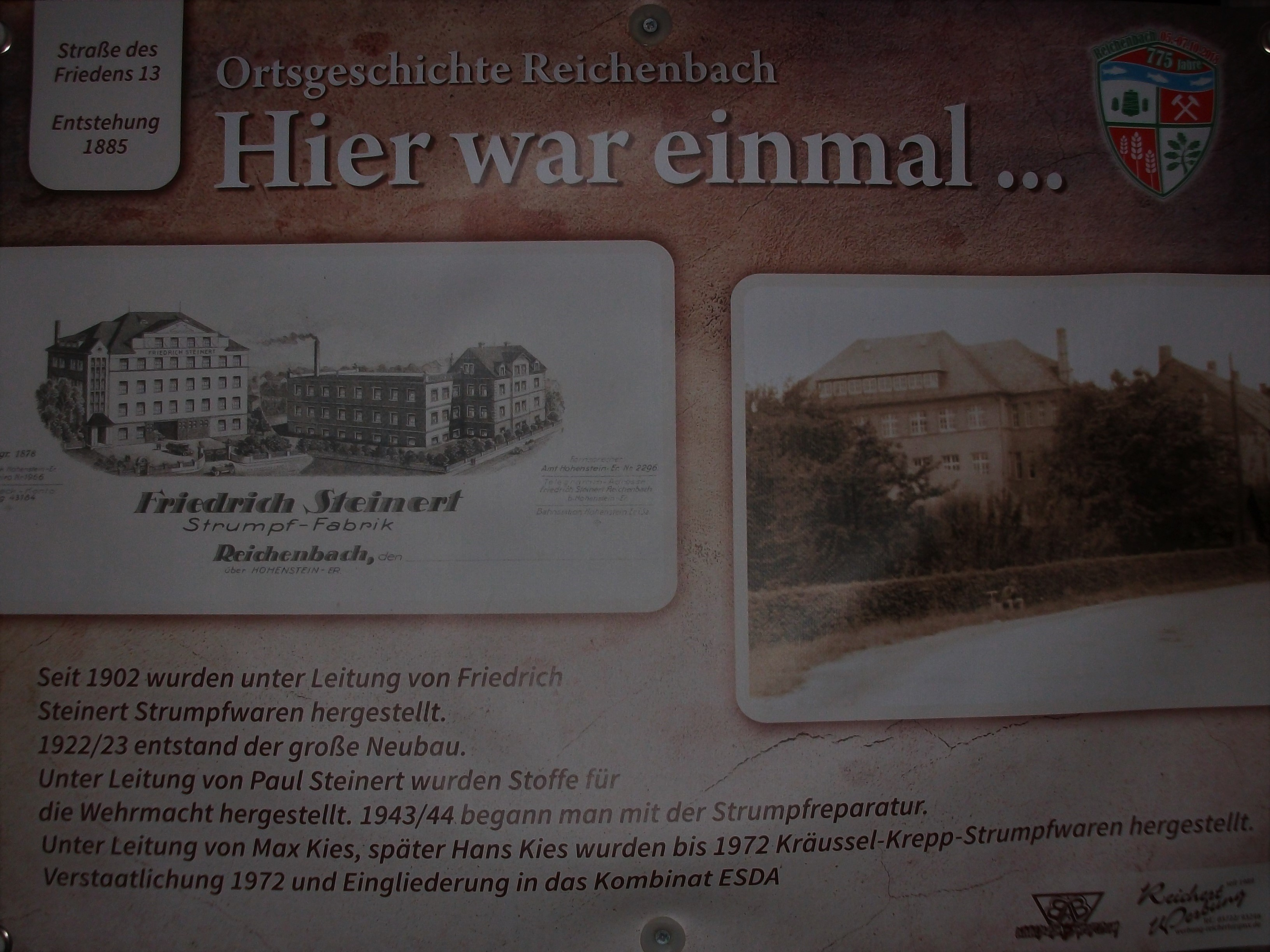
Infotafel Ehemalige Strumpffabrik Reichenbach (Callenberg)

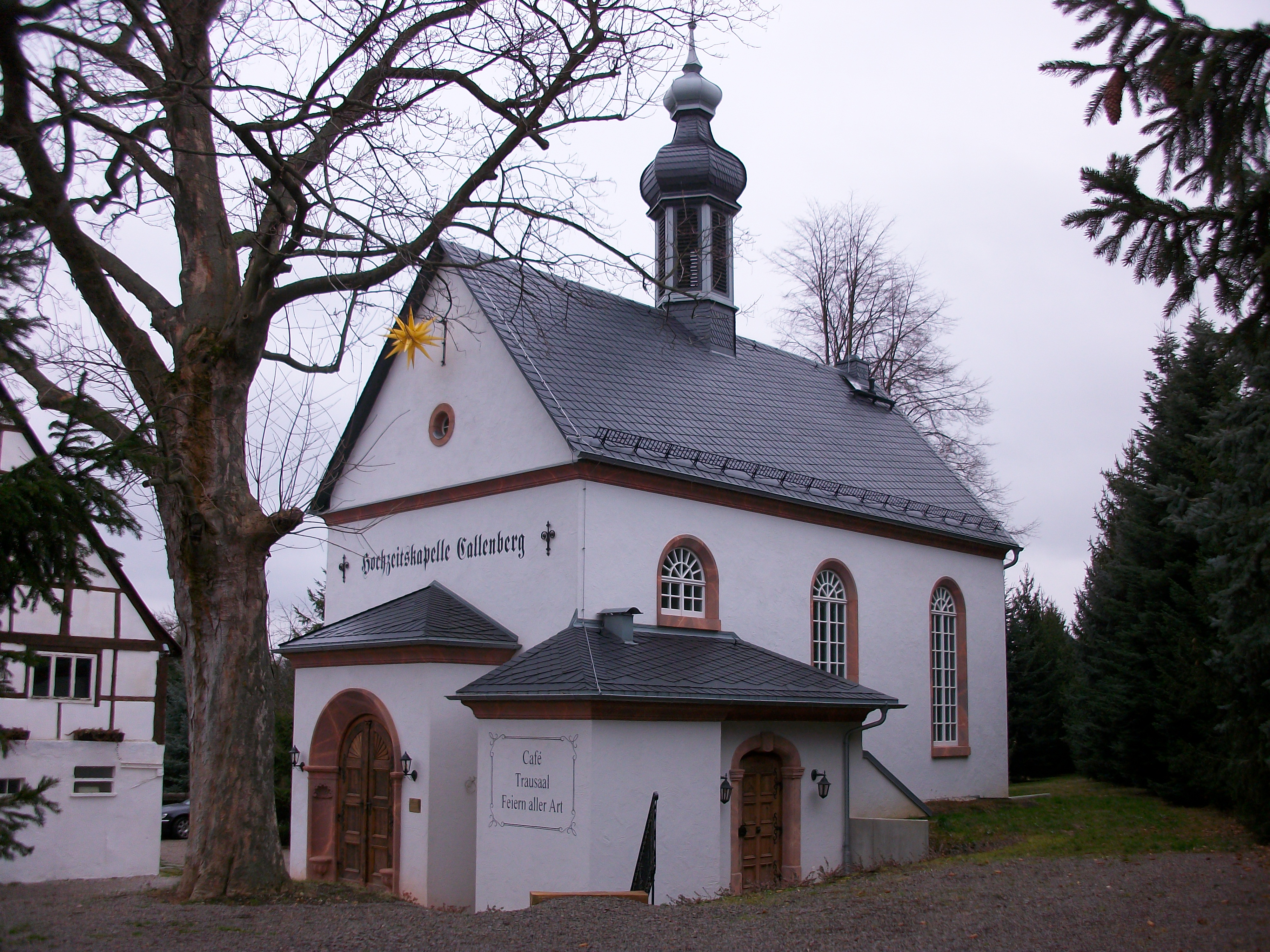
Hochzeitskapelle Callenberg in Reichenbach

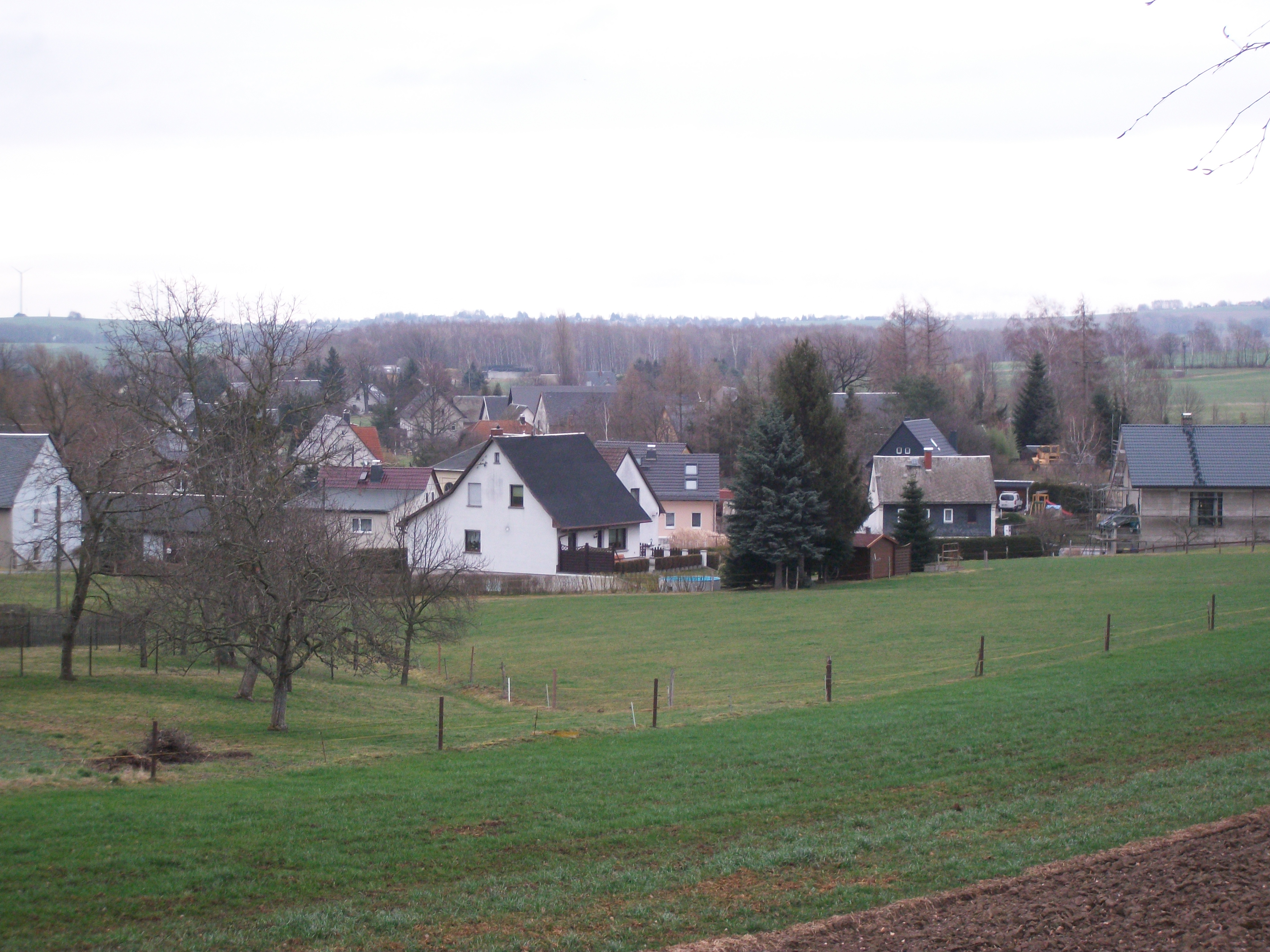
Blick auf Reichenbach vom ehemaligen Bahndamm der Erzbahn aus

Das Waldhufendorf Reichenbach wurde im Jahr 1243 als „Richenbach“ urkundlich erwähnt. In dieser Urkunde wurde der Tausch der Orte festgehalten, die von den Herren von Waldenburg an das Kloster Remse kamen. Reichenbach gehörte mit den Orten Tirschheim (heute: Ortsteil von St. Egidien) und Anteilen von Schwaben (heute: Ortsteil von Waldenburg) und Wickersdorf (heute: Ortsteil von Oberwiera) zu den Orten des Klosters Remse, die nach Streitigkeiten zwischen dem Kloster und den Herren von Schönburg im Jahr 1488 durch das Torgauer Urteil an Ernst von Schönburg übergeben wurden. Da es sich bei den vier verstreut liegenden Orten um kursächsisches Lehen handelte, blieb den Schönburgern eine Zusammenführung mit ihren reichsunmittelbaren Schönburgischen Herrschaften, in dessen Gebiet die Orte lagen, verwehrt. Die Verwaltung der vier Orte der nunmehrigen Grundherrschaft Tirschheim übernahm ein eigener Dingstuhl, welcher die Kompetenz eines sächsischen Vasallengerichts hatte. Ein Gerichtsdirektor administrierte die Ober- und Erbgerichtsbarkeit, welche in die grundherrlichen Rechte der Herren von Schönburg eingeschlossen waren. Die Zuordnung der Grundherrschaft Tirschheim wechselte aufgrund mehrfacher Besitzverschiebungen innerhalb der Familie von Schönburg zwischen den ebenfalls unter kursächsischer Lehnsherrschaft stehenden schönburgischen Herrschaften Penig und Remse. Ab 1797 gehörte die Grundherrschaft Tirschheim bezüglich der finanziellen Abgaben zum Rentamt der schönburgischen (Rezess-)Herrschaft Waldenburg, während die Ober- und Erbgerichte durch den Amtmann der schönburgischen Lehnsherrschaft Remse verwaltet wurden. Im Jahr 1834 wohnten in Reichenbach 532 Personen. Zwischen dem Königreich Sachsen und dem Haus Schönburg erfolgte im Jahr 1835 eine Neuordnung ihres Verhältnisses. Dabei wurden die unter sächsischer Lehnsherrschaft stehenden Gebiete, wie die Herrschaft Remse und die Grundherrschaft Tirschheim unter die Verwaltung des königlich-sächsischen Amts Zwickau gestellt. Am 25. September 1856 wurden die gerichtlichen Befugnisse der Grundherrschaft Tirschheim wie auch die der Herrschaft Remse an den sächsischen Staat abgetreten. Seitdem wurde Reichenbach wie die anderen dazugehörigen Orte bis zur Neuordnung der Verwaltung im Königreich Sachsen im Jahr 1875 durch das Gerichtsamt Remse verwaltet. Ab 1875 gehörte Reichenbach zunächst zur Amtshauptmannschaft Zwickau. Nachdem auf dem Gebiet der Rezessherrschaften Schönburg im Jahr 1878 eine Verwaltungsreform durchgeführt wurde, kam Reichenbach mit dem gesamten ehemaligen Gerichtsamtsbezirk Remse im Jahr 1880 zur neu gegründeten sächsischen Amtshauptmannschaft Glauchau. Die Textilverarbeitung hatte in Reichenbach eine lange Tradition. Bereits im Jahr 1683 wurden im Ort 27 Leineweber und 2 Leinewandhändler erwähnt. Im Jahr 1735 gründete sich das Strumfwirkergewerbe. Mit der Eröffnung der ersten Textilfabrik im Jahr 1863 (Fertigung von Strupfwaren und Handschuhen) entwickelte sich in Reichenbach die Textilindustrie, welche bis zum Ende der DDR im Jahr 1989 bestand. Die 1890 erbaute Schule wurde im darauffolgenden Jahr feierlich eingeweiht. Die Turnhalle stammt aus dem Jahr 1923.
Am 14. April 1945 besetzten amerikanische Soldaten den Ort. Erst am 12. Juni 1945 erfolgte die Eingliederung in die Sowjetische Besatzungszone. Durch die zweite Kreisreform in der DDR kam die Gemeinde Reichenbach im Jahr 1952 zum Kreis Hohenstein-Ernstthal im Bezirk Chemnitz (1953 in Bezirk Karl-Marx-Stadt umbenannt). Im gleichen Jahr erfolgte südlich des Orts auf den Fluren des aufgelösten Gutes Bochmann in Obercallenberg der Aufschluss des Nickeltagebaus Callenberg Süd I, welcher nach seiner Stilllegung 1977 im Jahr 1982 als Stausee Oberwald eröffnet wurde. Bereits seit 1950 fanden dazu auf Reichenbacher Gebiet erste Bohrungen statt. Zwischen 1959/60 und 1990 war die Industriebahn der Nickelhütte St. Egidien in Betrieb, deren Grubenbahnhof sich am Ortsübergang zwischen Reichenbach und Obercallenberg befand. In der Fortführung verlief die Industriebahn durch den Südteil von Reichenbach zu den Tagebauen Callenberg Nord I (1973–1988), Erzkörper 7 (1984–1988) und Callenberg Nord II (1978–1990) nördlich von Reichenbach. Am Südostrand von Reichenbach war zwischen 1980 und 1990 noch der Callenberg Süd II in Betrieb. Die Gemeinde Reichenbach erhielt zwischen 1962 und 1964 als erstes Dorf im nördlichen Kreisgebiet von Hohenstein-Ernstthal eine zentrale Wasserversorgungsleitung. Durch die Auflösung der Reichenbacher Schule im Jahr 1969 richtete man in dem Gebäude das Rathaus des Orts ein. Die Schüler gingen seitdem in die Zentralschule nach Callenberg. Nach der Einstellung der Nickelförderung entstand nach 1990 auf dem Areal des Grubenbahnhofs Obercallenberg ein Parkplatz für den Stausee Oberwald. Als Relikt der Erzbahn blieben in der Nähe des Damms des Stausees Oberwald zwei Wagen stehen. Der Bahndamm samt einigen Fundamenten der Oberleitungsmasten, Brückenpfeilern und Signalresten zeugt in der Ortslage Reichenbach bis heute von der Industriebahn. Die Tagebaurestlöcher wurden nach 1990 saniert.
Die Gemeinde Reichenbach kam im Jahr 1990 zum sächsischen Landkreis Hohenstein-Ernstthal, der 1994 im Landkreis Chemnitzer Land bzw. 2008 im Landkreis Zwickau aufging. Am 1. März 1994 nach wurde Reichenbach nach Callenberg eingemeindet. Das einstige Reichenbacher Rathaus im Zentrum des Orts wurde im Dezember 2000 nach umfangreichen Sanierungsmaßnahmen als Kulturelle Begegnungsstätte Reichenbach für Vereine, Interessengemeinschaften und Bürger der sieben Callenberger Ortsteile eröffnet. Es beherbergt auch eine Ausstellung über den Nickelerzabbau im Callenberger Raum samt einem Reliefmodell, welches die Landschaft der heutigen Gemeinde Callenberg zur Zeit des Nickelerzbaus zwischen 1952 und 1990 zeigt. Nordöstlich von Reichenbach wurde im September 2016 mit dem „Waldfriedhof Schönburger Land“ der zweite Bestattungswald in Sachsen eröffnet. Am 29. März 2018 eröffnete in der Grumbacher Straße die „Hochzeitskapelle Callenberg“, welche als private Event-Kapelle im Baustil der Renaissance (16./17. Jahrhundert) erbaut wurde. Ihr kirchlich-romantisches Ambiente kann besonders für Hochzeiten, aber auch für Geburtstage, Firmenfeiern, Tagungen, Konzerte, Weihnachtsfeiern oder andere Anlässe genutzt werden. Da es sich um eine private Event-Kapelle handelt, werden keine religiösen Schriften, Symbole, oder Ähnliches verwendet. Die Eheschließungen werden durch einen Standesbeamten des zuständigen Standesamtes Hohenstein-Ernstthal in der „Hochzeitskapelle Callenberg“ vollzogen.

## Sehenswürdigkeiten
- Stausee Oberwald
- Kulturelle Begegnungsstätte Reichenbach mit einer Ausstellung über den Nickelabbau im Callenberger Raum[13]
- Hochzeitskapelle Callenberg
- Ortspyramide Reichenbach, in der Osterzeit geschmückt mit österlichen Figuren